# Escuela Preparatoria de Cadetes del Ejército (Brasil)

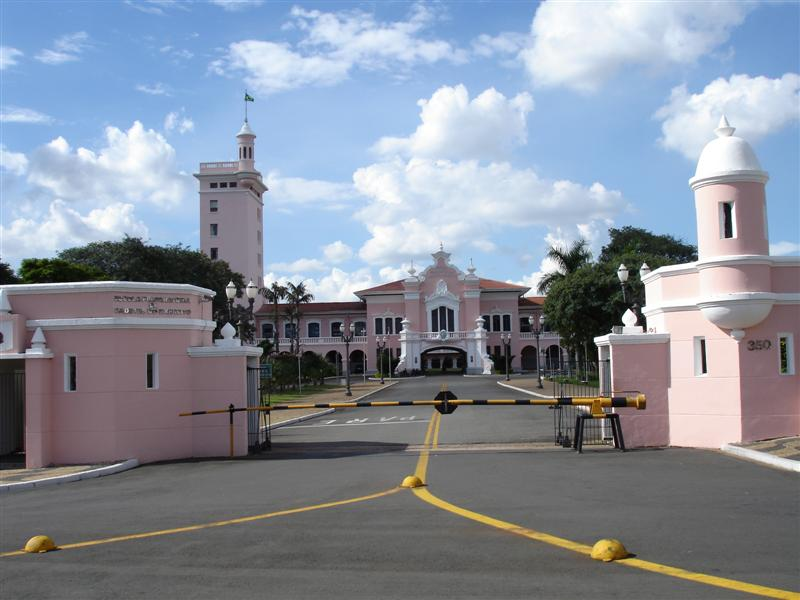
EsPCEx - Entrada

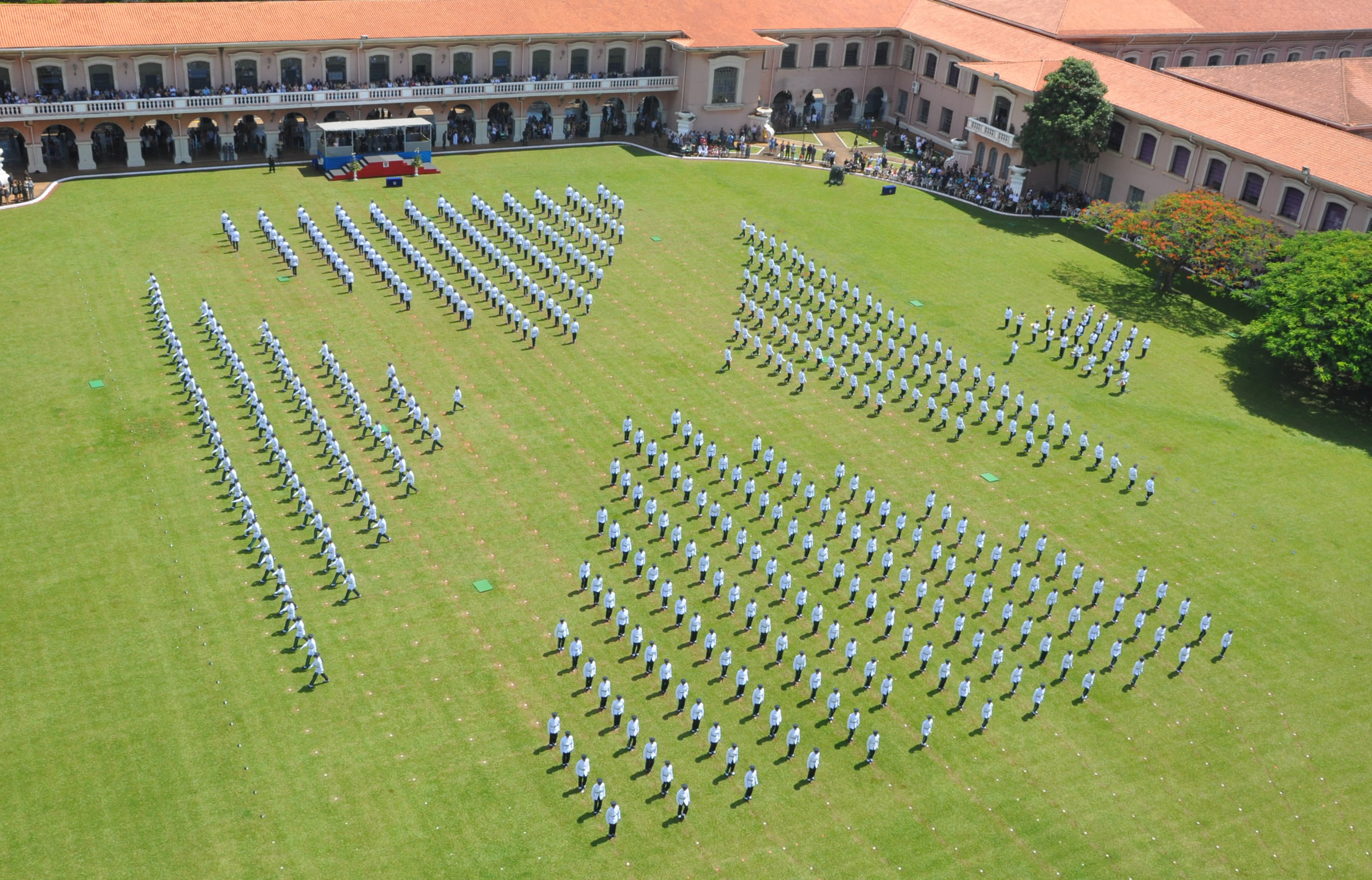
Compromisso à Bandeira

La Escuela Preparatoria de Cadetes del Ejército (EsPCEx) (en portugués: Escola Preparatória de Cadetes do Exército) está ubicada en la ciudad de Campinas, estado de São Paulo, en Brasil. Es una institución con más de medio siglo de existencia, cuya misión es preparar candidatos para el ingreso en la Academia Militar das Agulhas Negras (AMAN), responsable por la formación del oficial combatiente del Ejército de Brasil.
El ingreso en la EsPCEx se hace por medio de un concurso de admisión realizado anualmente, para jóvenes del sexo masculino que estén cursando, o hayan concluido, el 3.er año de la Enseñanza Secundaria. El alumno de la EsPCEx realiza en un año, un curso equivalente a la 1.er año de la Enseñanza Superior, agregado de la formación militar necesaria al futuro cadete de la AMAN. Además de las disciplinas de la Enseñanza Superior, se incluyen las disciplinas de Instrucción Militar, entre otras de carácter preparatorio para la AMAN y la vida militar, con énfasis en la preparación física del alumno a través del Entrenamiento Físico Militar (EFM). La conclusión del curso garantiza al alumno, además de la opción de ingresar en la AMAN, el Certificado de Reservista debido al cumplimiento del servicio militar dentro de la EsPCEx.
A partir de 2012, la EsPCEx pasó a ser el primer año de la formación del oficial de carrera del Ejército de la línea de la Enseñanza Militar Bélica, que pasó a ser hecha en cinco años, siendo el primero en esta Escuela y los otros cuatro años en la Academia Militar das Agulhas Negras (AMAN), en Resende-RJ. Por lo tanto, la Escuela se transformó en Establecimiento de Enseñanza Superior.

## Historia

### El origen

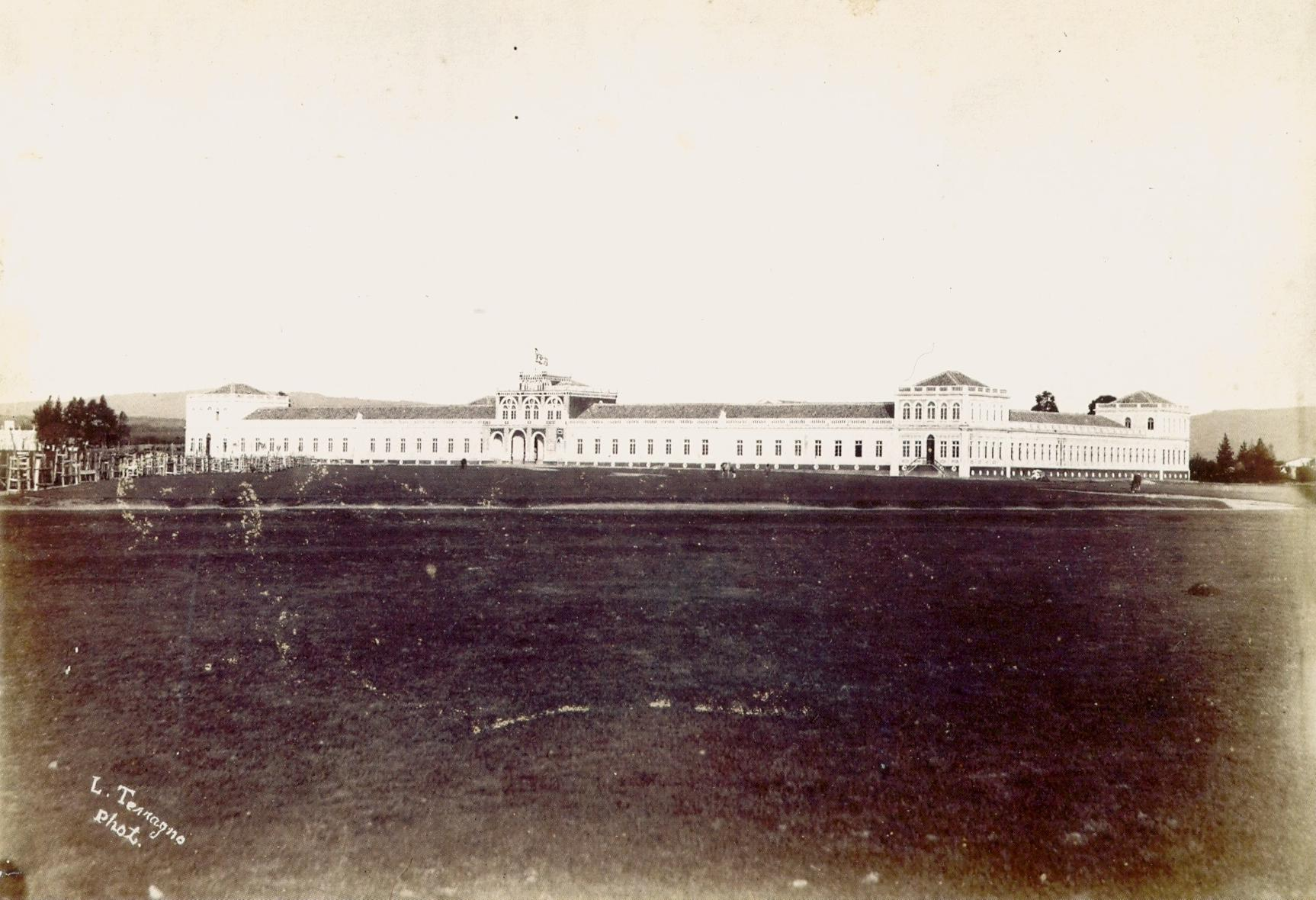
Escuela Militar de Porto Alegre en 1885

La enseñanza preparatoria del Ejército Brasileño surgió en el año de 1939, con la transformación del Colégio Militar de Porto Alegre en la Escola de Formação de Cadetes, después denominada Escola Preparatória de Porto Alegre (EPPA). Cuando la EPPA tuvo su capacidad agotada en recibir nuevos alumnos, el Ejército Brasileño decidió crear nuevas escuelas preparatorias para atender la gran búsqueda por la carrera de las armas. De esa forma, por el Decreto-Lei n.º 2.584, de 17 de septiembre de 1940, surgía la Escuela Preparatoria de Cadetes de São Paulo (EPSP), instalada, provisionalmente, en el edificio destinado al Hospital Sírio-Libanês, ubicado en la Calle de la Fuente, n.º 91, actual Calle Adma Jafet, en el barrio de Bela Vista, cedido para esa finalidad por el Gobierno de São Paulo, que manifestó gran interese en tener una escuela militar en su territorio. En 1944, tuvo inicio la construcción del actual edificio de la Escola Preparatória de Cadetes do Exército (EsPCEx), situado en el área de la centenaria Finca Chapadão, en Campinas, cuyo proyecto, en estilo colonial español, es de autoría del ingeniero-arquitecto Hernani do Val Penteado. En 1942, fue creada, también, la Escola Preparatória de Fortaleza (EPF). En 1946, Sao Paulo, se instituyó la SRL (Sociedad Recreativa y Literaria), órgano representativo del cuerpo discente, expresión de la comunidad estudiantil, que vendría a constituirse en estimulante auxilio para la diversificación de las actividades de los alumnos en la vida escolar. En ese mismo año fue realizado el primer baile de graduación, en el Teatro Municipal de Sao Paulo. La EPSP funcionó en la capital durante 18 años. El año de 1958 fue el último de formación de los alumnos de la EPSP en la capital. En 1959, por medio del Decreto n.º 45.275, de 23 de enero de 1959, la EPSP era transferida para Campinas, pasando a llamarse Escola Preparatória de Campinas (EPC). Las tres Escuelas Preparatorias atravesaron las décadas de 1940 y 1950 en franca actividad, pero en 1961, por medio del Decreto n.º 166, de 17 de noviembre de 1961, las escuelas preparatorias fueron extinguidas, restando sólo la Escola Preparatória de Campinas (EPC). De inmediato los alumnos de las Escuelas de Fortaleza y de Porto Alegre fueron transferidos para Campinas. Para 1962, estaba suspenso el Concurso de Admisión y la extinción de la EPC ocurriría el 31 de diciembre de 1963, con la conclusión del curso por los alumnos remanentes. La sociedad campinera, liderada por el Comandante de la EPC, se movilizó en el sentido de anular la extinción de la EPC. El 27 de noviembre de 1963, el Diário Oficial de la Unión publicaba la revocación del artículo 3º del Decreto 166, de 17 de noviembre de 1961. Con esto, la Escuela seguía en su misión de formar a los futuros Cadetes de Caxias.

### La transferencia para Campinas
La transferencia de la Escuela a Campinas empieza en el inicio de la década de 1940, con las gestiones del interventor federal Fernando Costa, que gobierna el estado de São Paulo. Para que Campinas fuera la sede de una Escuela Preparatoria de Cadetes, el gasto de su instalación corrió de la cuenta del gobierno del estado. La donación inicial del terreno fue hecha por el Decreto ley 13.906, el 20 de marzo de 1944, estando condicionada a la conclusión de obra la instalación de la Escuela.
Aceptada la forma de hacer viable la idea, por medio el acuerdo afirmado entre el Ministerio de la Guerra y el estado, se encargó del proyecto el arquitecto Hernani do Val Penteado, quien lo justificó de esta forma: “El referido proyecto consiste en un conjunto de cuatro pabellones alrededor de una gran plaza de armas, formado, para mayor facilidad de circulación, de grandes galerías en la parte interna. ¿Por qué cuatro pabellones? Porque tres serían destinados a los alumnos en preparación para cada una de las tres armas (Armada, Ejército de Tierra y Ejército del Aire) y el cuarto, al curso básico, ministrado en el primer año.”
Elegida el área en la región de la Fazenda Chapadão, en la zona norte de Campinas, la obra fue iniciada en 1944. El Gobierno del Estado de São Paulo la condujo hasta el periodo del convenio firmado, pasándola enseguida al Ministerio de la Guerra, que debería concluirla. Ante la magnitud de la obra, faltaron recursos, en la época, para su conclusión y, durante algunos años quedó paralizada y la Escuela abandonada. El estado, en consecuencia, anuló la donación hecha en 1944.
En 1958, el Ejército volvió a interesarse por el proyecto. Contactos hechos por el Comandante del II Ejército en ejercicio con el Gobierno del Estado resultaron en un mensaje a la Asamblea Legislativa, el 29 de abril de 1958, conteniendo el Proyecto de ley n.º 555, que autorizaba la Hacienda del Estado a enajenar, por donación al Ministerio de la Guerra, el inmueble destinado a la instalación de la Escuela Preparatoria de Cadetes de Campinas.
El evaluador del Estado, al analizar el Proyecto de ley, así se pronunció: “El edificio fue construido con fines militares, pues su destinación original era la instalación de la escuela preparatoria de cadetes. Su aspecto externo y de conjunto, sin embargo, no revelan que es un cuartel. Es bello y agradable con su fachada de estilo colonial. Su estructura, demasiada pesada, es que revela con que propósito fue construido. Se previó, naturalmente, una fortaleza inexpugnable.”
La Comisión de Finanzas de la Asamblea Legislativa, al dar su parecer favorable a la donación, registró: “Es una decisión que interesa mucho al Ministerio de la Guerra y también a nuestro estado, en cuyo territorio se instalará un establecimiento de enseñanza destinado a la preparación de los futuros oficiales del Ejército.” La donación del inmueble ocurrió, solemnemente, el 25 de agosto de 1958. Por fin, en el año siguiente, la Escuela fue transferida a Campinas.

### La extinción
Las dificultades no se quedaron restrictas sólo a las obras. El Decreto n.º 166, de 17 de noviembre de 1961, transformaba las Escuelas Preparatorias de Porto Alegre y de Fortaleza en Colegios Militares y en su artículo 3º, reservaba una sorpresa desagradable para la Escuela: "La Escola Preparatória de Cadetes de Campinas deberá ser extinguida el 31 de diciembre de 1963 y, a partir del año lectivo de 1962, no más recibirá nuevos alumnos para el primer año".
La opinión pública de Campinas se levantó y presionó el gobierno en favor de la permanencia del establecimiento de enseñanza en la ciudad. El Comando de la Escuela sufrió directamente las consecuencias de ese dilema, hasta que la decisión fuera revocada el 26 de noviembre de 1963, cuando ya se expiraba el plazo para su cierre.

### Renacimiento
Superadas las dificultades, a partir de 1964, la Escuela otra vez encontró su destino. Las obras de conclusión fueron reiniciadas en 1967; se cambió su denominación de Escola Preparatória de Campinas para Escola Preparatória de Cadetes do Exército. Los cambios alcanzaron su área física, sus instalaciones, sus servidores y su currículo.
Durante muchos años, desde su llegada a Campinas hasta 1991, la Escuela funcionó con 3 años, ministrando toda la Enseñanza Secundaria. A partir de entonces, el Ejército adoptó el modelo actual, por considerarlo más adecuado a la formación de los futuros cadetes. Cuenta, anualmente, con aproximadamente 520 alumnos oriundos de las diversas regiones de Brasil, que se quedan alojados en la Escuela en régimen de internado, donde reciben, además de las clases y de las instrucciones, uniformes, alimentación y ayuda de costo. En el interior de la institución, los alumnos son distribuidos en tres compañías (Águila, León y Pantera), siendo que cada una cuenta con cinco pelotones, totalizando 15 en toda la Escuela.

### Establecimiento de Enseñanza Superior
La Circular 152 del Jefe del Estado Mayor del Ejército, de 16 de noviembre de 2010, aprobó la directriz para la implantación de la nueva sistematización de formación del Oficial de Carrera del Ejército Brasileño de la Línea de Enseñanza Militar Bélica. Por esa directriz, el curso de Licenciatura en Ciencias Militares pasó a durar cinco años, siendo el primero de ellos en la EsPCEx y los cuatro restantes en la AMAN. Así que, muchas disciplinas de nivel superior no propiamente profesionales pasaron a ser ministradas en la Escuela. La instrucción militar también fue reforzada. Eso permitió mayor disponibilidad de horas curriculares en la AMAN para asignaturas que atiendan a las nuevas demandas de la formación del oficial combatiente en el siglo XXI.

## La escuela hoy

### Misión

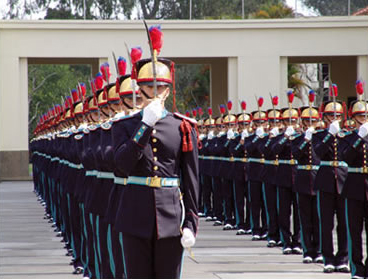
Academia Militar das Agulhas Negras

Seleccionar y preparar el futuro cadete de la Academia Militar das Agulhas Negras (AMAN), iniciando la formación del oficial combatiente del Ejército Brasileño.

### La visión de futuro de la escuela
La EsPCEx seguirá siendo una escuela:
- de recursos humanos motivados, proactivos, focados en su noble misión, orgullosos del pasado y con fe inquebrantable en la grandeza del futuro del Ejército y de Brasil;
- de infraestructura adecuada al cumplimiento de su misión;
- de patrimonio histórico preservado, que despierte orgullo en todo su público y que sirva de inspiración de los valores materiales e inmateriales cultivados por el Ejército Brasileño y defendidos por nuestros antepasados; y
- con efectivas prácticas de gestión, manteniendo una enseñanza de excelencia alineada a las necesidades del Ejército Brasileño.

### El alumno

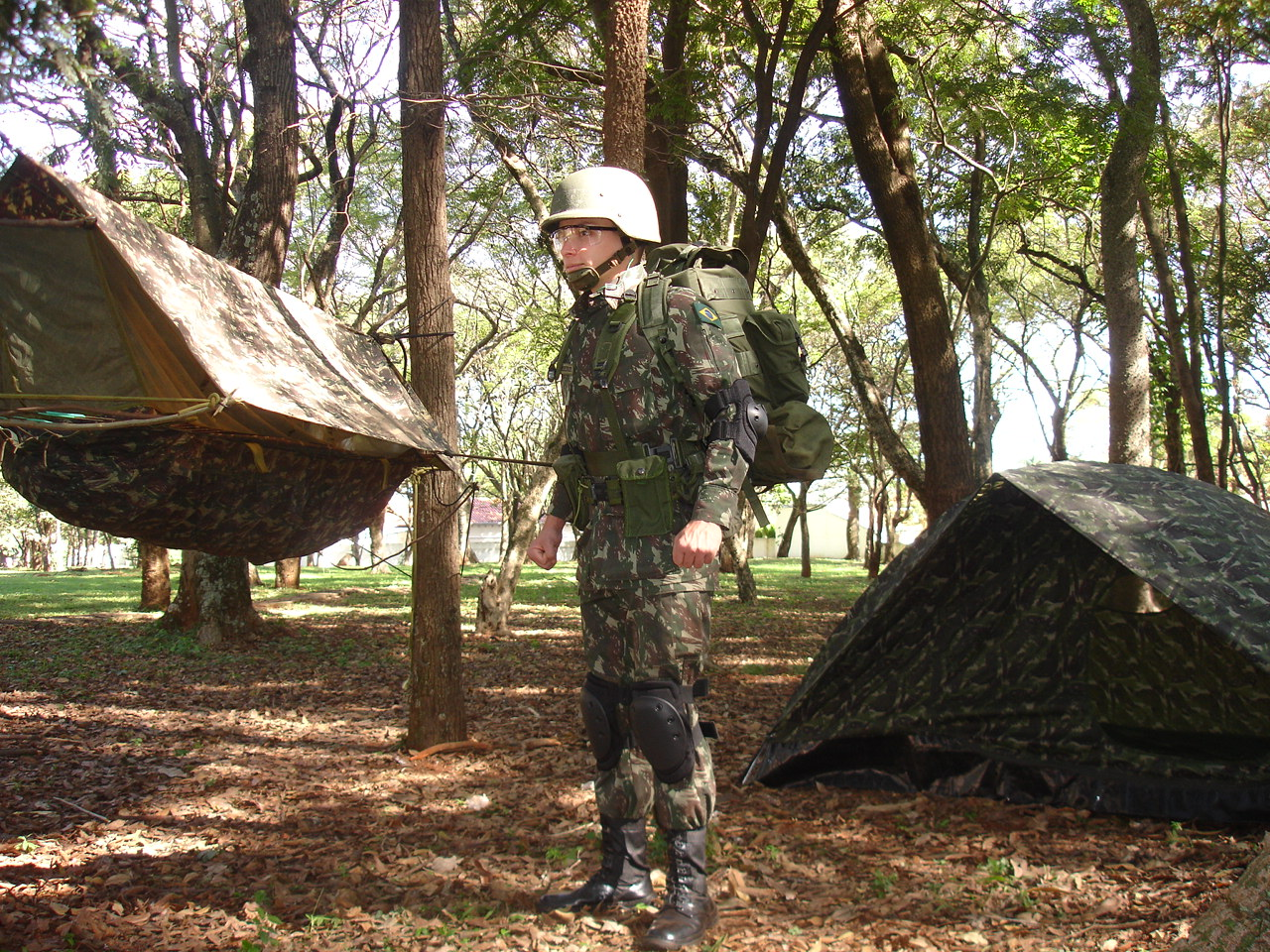
Alumno en ejercicio en el terreno

La excelencia en la formación de futuros cadetes por la EsPCEx es la primera y obligatoria etapa para la formación de oficiales y, en consecuencia, para el engrandecimiento del Ejército Brasileño. La Escuela crea la base sólida para que la AMAN pueda proseguir en su misión de formar el futuro oficial.
El foco de la formación del futuro cadete es la progresividad en el desarrollo de actitudes (atributos afectivos), que servirán de base para que las demás áreas de esa formación – área cognitiva, área psicomotora y el área afectiva – puedan ser desarrolladas. Entre las diversas actitudes que serán objetos de observación y de desarrollo, que constan del Perfil Profesiográfico del Concluyente del Curso de Formación de Oficiales de la Línea de Enseñanza Bélica, son priorizadas aquellas imprescindibles para el ejercicio de las actividades del cadete en aquella Academia: abnegación, adaptabilidad, camaradería, cooperación, coraje moral y física, disciplina, empatía, equilibrio emocional, flexibilidad, lealtad, persistencia y rusticidad. Las demás, también importantes, serán desarrolladas en aquella Academia, en los años subsiguientes.
El alumno es tratado, ya a sus primeros contactos con la Escuela, con el mismo rigor fraternal que se dedica a un hermano más joven o a un hijo, a quien la actual generación de militares delegará, en breve, la responsabilidad por la preservación de los valores del Ejército.  La cordialidad –sin perder el rigor inherente a la actividad militar–, la empatía, la fe en la nobleza de la misión de ser soldado y el ejemplo son resaltados en el día a día del alumno.
Las manifestaciones de desprecio, de falta de educación, de incoherencia y de malos tratos son rigurosamente abolidas de la formación del alumno de la EsPCEx. El futuro comandante del combate moderno actuará en los más variados ambientes operacionales y culturales. Por lo tanto tiene, en los ejemplos de la Escuela, sus primeros y más arraigados recuerdos de respeto a los derechos humanos y a la diversidad cultural.
El alumno se identifica, desde los primeros días en el cuartel, como el profesional de Estado que concentra, en sus manos, el poder legal para el empleo de las armas, cuya función específica es la defensa del propio Estado por la administración de la violencia. Así que, para mantenerse dentro de esa legalidad, que hace uso colectivo de la violencia, debe eliminar cualquier vestigio de violencia individual de su personalidad.

### El curso
El año escolar se compone del año académico, del receso escolar y del periodo de vacaciones – entre la ceremonia de conclusión del año académico y la presentación, en enero del año subsiguiente, en la AMAN. El inicio y el cierre del año académico se formalizan con solemnidades militares en fechas establecidas por el DECEx (Departamento de Cultura y Educación del Ejército).
El régimen del curso de la EsPCEx es de internado. La presencia del alumno en las actividades escolares es obligatoria y se considera acto de servicio. La duración de los tiempos de clases, instrucción u otras actividades académicas es de 50 minutos. El alumno aprobará el primer año del Curso de Formación y Graduación de Oficiales de Carrera de la Línea de Enseñanza Militar Bélica y estará capacitado para ingresar en la AMAN, si obtiene nota igual o superior a 5,0 (cinco) en cada una de las asignaturas académicas del curso (Cálculo I, Física I, Historia Universal y de Brasil, Instrucción Militar – Tiro, Organización, Preparación y Empleo de la Fuerza Terrestre y Entrenamiento Físico Militar I, II y III – Lengua Española I, Lengua Inglesa I, Portugués I, Química Aplicada a las Ciencias Militares y Tecnología de la Información y Comunicación) y si está igualmente apto en lo que se refiere a la Disciplina Militar.
Al final del año los alumnos serán clasificados por medio de una puntuación, según su desempeño académico en el ámbito de todos los alumnos aprobados. Tal desempeño se basa en el resultado final cuantitativo en cada una de las asignaturas y en una nota de atributos y valores. Esta clasificación sirve para destacar a los alumnos con mejores resultados en la EsPCEx y servirá de parámetro para la inscripción en la AMAN. Al concluir el curso con éxito, capacitado o no a ingresar en la AMAN, el alumno tendrá derecho a su Certificado Analítico de Estudios con el listado total de las asignaturas cursadas en la EsPCEx y al Certificado de Reservista de 2.ª categoría.
Si no obtiene la puntuación mínima para aprobación al final del año académico, el alumno tiene derecho a realizar los exámenes finales en dos instancias.  Si suspende alguna de las asignaturas, no podrá inscribirse en la AMAN y tendrá que cursarla nuevamente el año siguiente en la EsPCEx, concomitantemente con las asignaturas de Instrucción Militar, Lengua Española I y Lengua Inglesa I. El alumno/cadete sólo podrá suspender una única vez a lo largo de todo el Curso de Formación y Graduación de Oficiales de la Carrera de la Línea de Enseñanza Militar Bélica.

### La enseñanza profesional militar

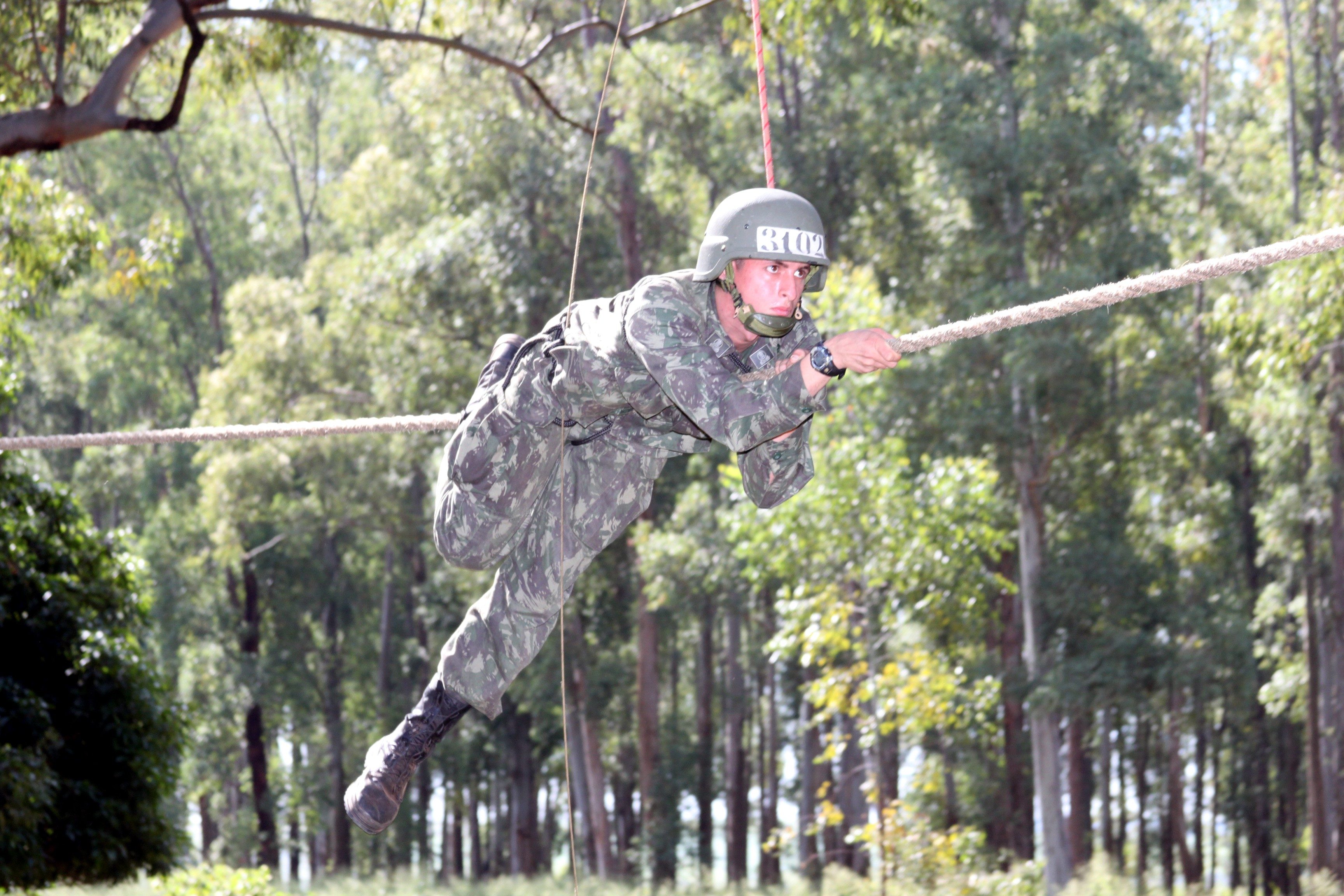
Ensino profissional militar

La enseñanza profesional en la Escuela, base técnica para el ejercicio de la actividad militar, no pretende formar al combatiente integrante de la fracción constituida. Es instrumento para desarrollar en el alumno el gusto por la profesión y la disciplina. Forma al militar básico con prácticas y conocimientos sólidos del combatiente individual y en condiciones de, en la AMAN, encuadrarse en fracciones de combate, evitando que en la Academia se pierda tiempo con la revisión y el reaprendizaje de técnicas individuales de combate.
Las evaluaciones y los ejercicios de la enseñanza profesional concilian la teoría con la práctica (que el futuro instructor y el futuro comandante de fracción, respectivamente, deberán dominar). Los instructores se preocupan, en las actividades de la enseñanza profesional, en reforzar los atributos afectivos (actitudes) destacados como prioritarios por el Perfil Profesiográfico del Concluyente del Curso de Formación de Oficiales de la Línea de Enseñanza Bélica.

### La enseñanza universitaria

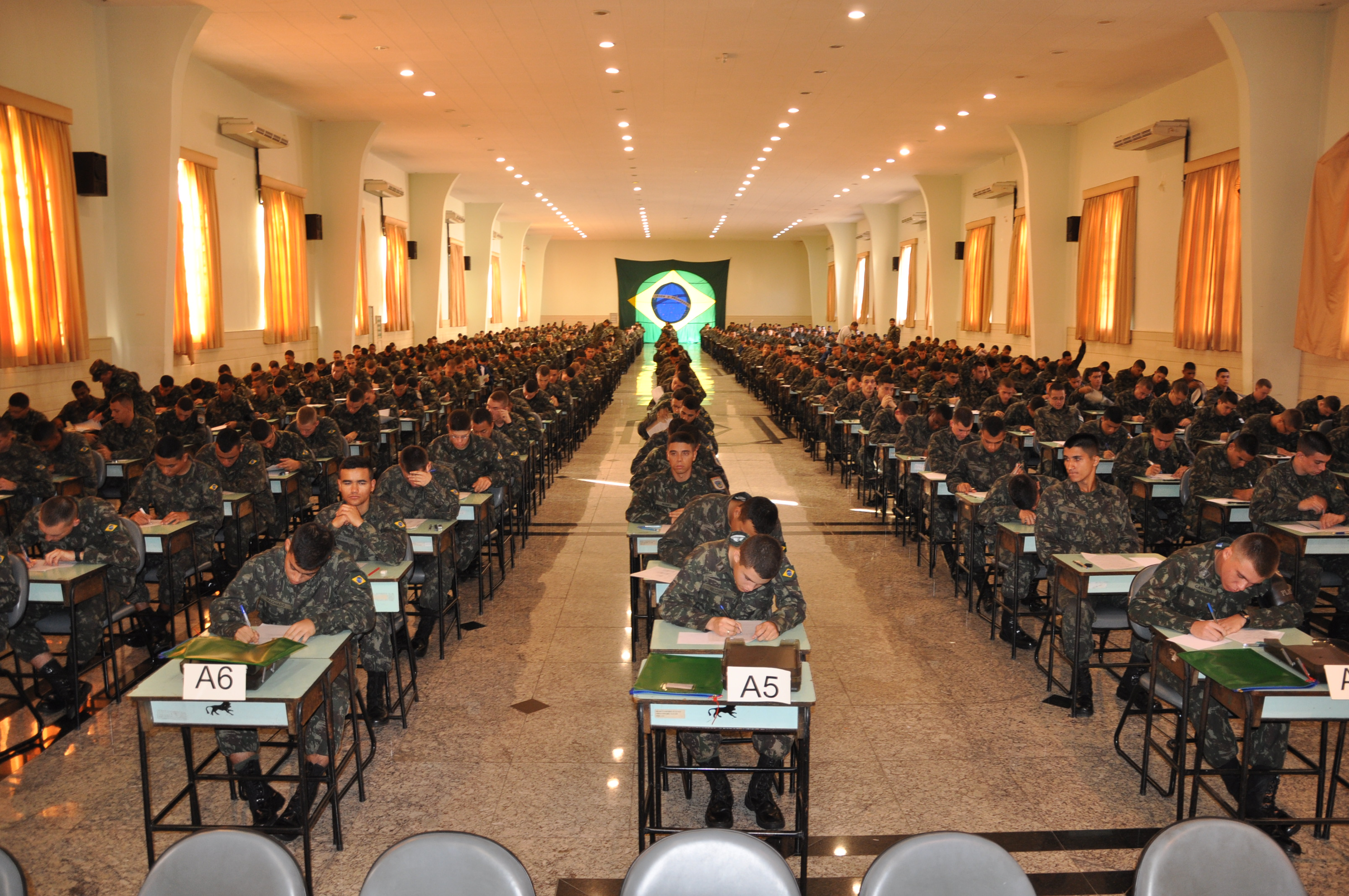
Ensino universitário

La enseñanza universitaria en la Escuela desafía al alumno a buscar soluciones para diferentes problemas intelectuales, coherentemente con los problemas que el cadete enfrentará en la AMAN y que el futuro oficial enfrentará en el ambiente incierto del combate moderno y, aún, en la rutina diaria. Permite que el futuro oficial se injiera e interaccione en el ambiente universitario de forma general y en el ambiente de estudios de la defensa de forma específica, como representante de la Institución.
Los profesores de la enseñanza universitaria, en sala de clase, buscan de forma creativa los instrumentos necesarios para desafiar a los alumnos, llevándolos a la reflexión, a la investigación, a la argumentación sostenida y coherente y a la presentación de soluciones viables. Las evaluaciones y los ejercicios formulados son, en su gran parte, discursivos y orales, en detrimento de los que son de respuesta directa, como múltiple elección y similares. El alumno es ejercitado a desarrollar la capacidad de defender puntos de vista, por escrito y oralmente, utilizando lenguaje técnico y adecuado al ambiente formal militar.
A partir de 2012 la Escola Preparatória de Cadetes do Exército adoptó como método la Enseñanza por Competencias. Fue la escuela pionera del Ejército Brasileño a implantar esa metodología, que busca contextualizar el conocimiento, integrando contenidos programáticos de las diversas asignaturas en situaciones problema, obligando al alumno a reflexionar y a solucionarlas de forma sistemática e integrada.
Según la metodología de la Enseñanza por Competencias, el profesor busca desarrollar en el alumno la capacidad de movilizar – en la solución de las diversas situaciones problema – al mismo tiempo conocimientos, habilidades, actitudes, valores y experiencias que permitan que una respuesta ideal – y a corto plazo – sea presentada para tales situaciones.

### La preparación orgánica y el entrenamiento físico militar del alumno

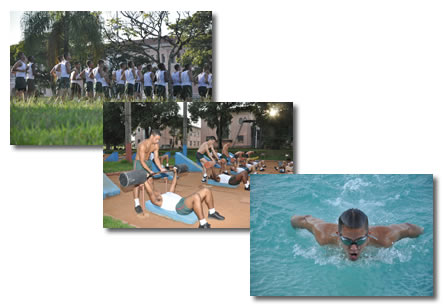
entrenamiento físico militar

El entrenamiento físico militar tiene como objetivo preparar físicamente al alumno, haciendo una transición sin trauma de la vida civil ( en la mayoría de los casos sedentaria) a la intensa vida del cadete. No quiere preparar al combatiente en un año de práctica en la escuela, sino constituir la base para que la Academia se encargue de ello. Para ello, se prioriza el volumen de trabajo en lugar de la intensidad.
Entre las actividades prioritarias para el desarrollo físico existentes en la EsPCEx, están la carrera continua, la natación y el entrenamiento en circuito. Todas las sesiones de entrenamiento físico militar terminan con un entrenamiento complementar, planificado por la Sección de Entrenamiento Físico Militar, con flexiones de brazos en barra fija,  flexión de brazos, escalada por cuerda, ejercicios abdominales, etc.
El deporte tiene como objetivo desarrollar en el alumno su gusto por los deportes competitivos o recreativos, que le van a acompañar por una gran parte de su vida profesional. El entrenamiento deportivo competitivo en la escuela prioriza la formación de los equipos deportivos de la AMAN.

### El apoyo psicopedagógico al alumno
El Cuerpo de Alumnos y la División de Enseñanza se utilizan de la sección psicopedagógica de la escuela para identificar posibles dificultades en los estudiantes y también para identificar potenciales latentes y que pueden ser desarrollados. Ambas divisiones se utilizan de las investigaciones llevadas a cabo por la sección psicopedagógica para observar el desarrollo y permitir una intervención oportuna a los casos especiales.

### El proceso de selección de la Escuela

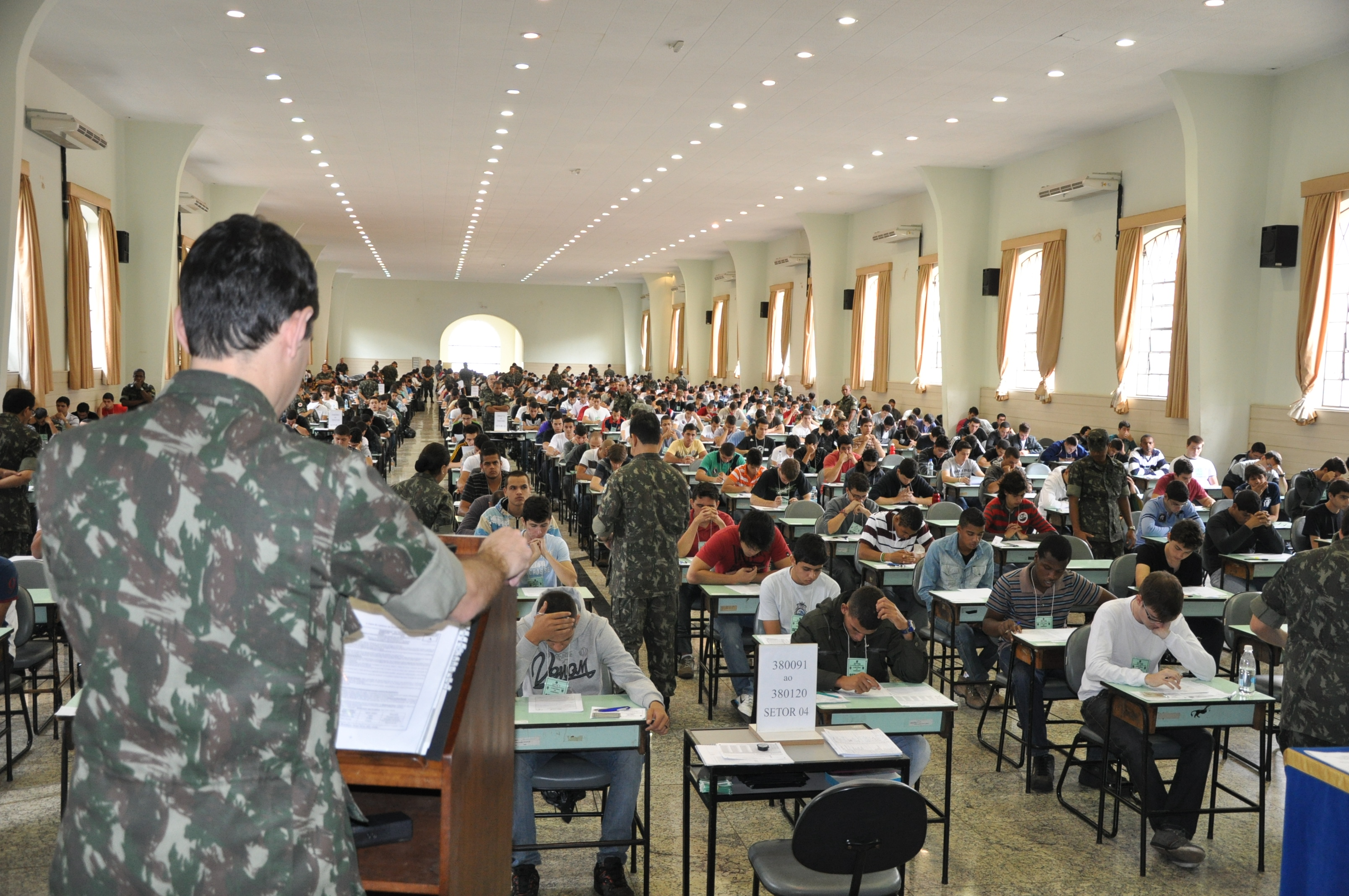
Processo de seleção para a Escola

El proceso de selección es el primer contacto y el último de la mayoría de los candidatos con el Ejército ( que tuvo un promedio de 12 a 15 mil inscripciones). Por ello, es un evento muy importante para todos los miembros de la escuela. El proceso de selección tiene como características la seriedad y la celeridad, factores que refuerzan la credibilidad del Ejército.
La confidencialidad en la formulación de las cuestiones y durante todo el período de conducción del proceso de selección se trata como una prioridad por todos los miembros de la Escuela.

### El patrimonio histórico y cultural de la Escuela

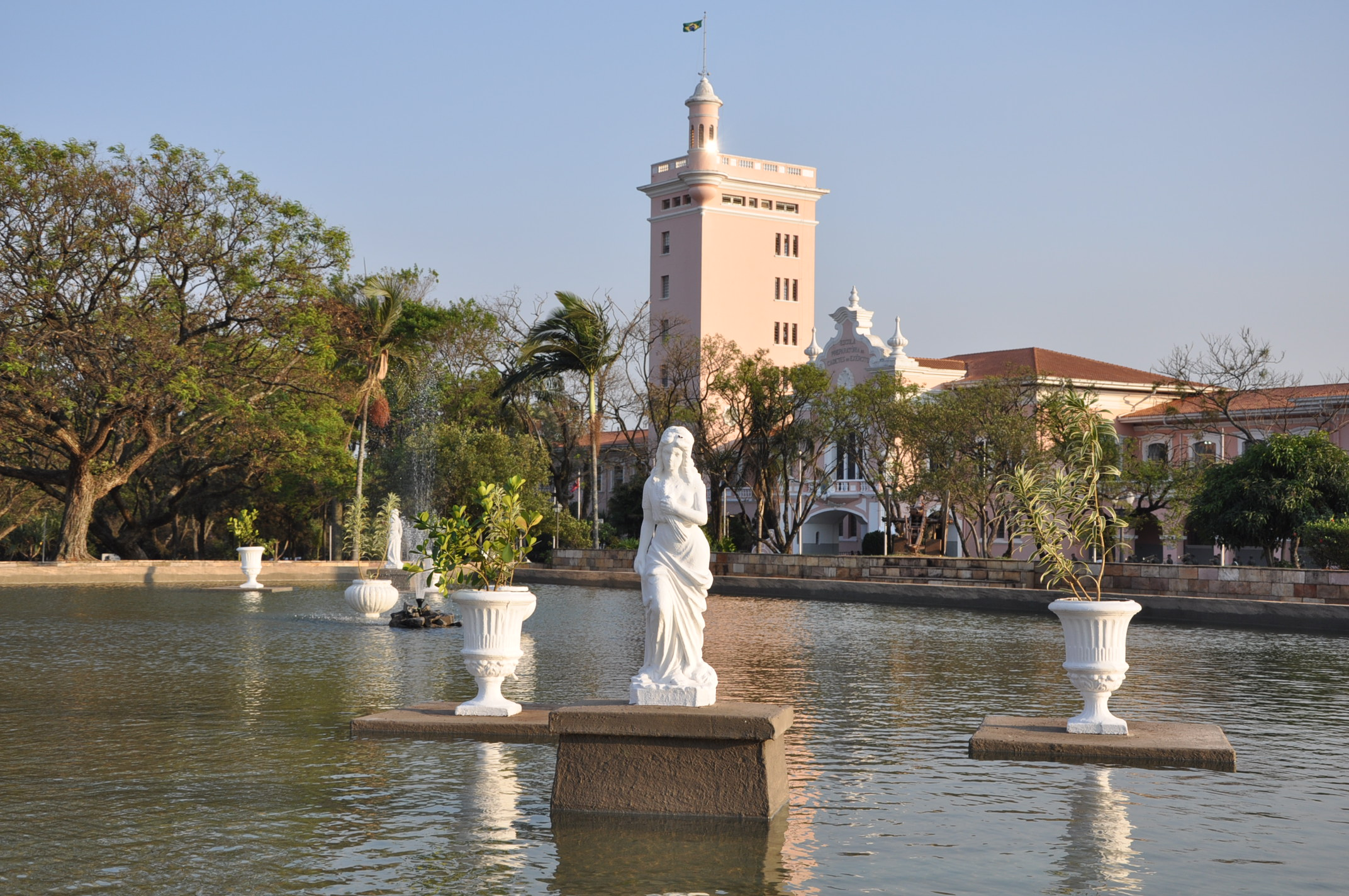
Patrimonio histórico-cultural de la Escuela

El patrimonio histórico y cultural de la Escuela incluye, principalmente, sus estructuras arquitectónica, cultural, religiosa, documental, artística, musical y ambiental.
Los miembros de la escuela conocen su significado y se sienten orgullosos del patrimonio del cual tienen la obligación de preservar.
Este orgullo se refleja continuamente en el celo, el respeto a la preservación y recuperación de todo este patrimonio que, a tantas generaciones ha inspirado y a muchos otros servirá como inspiración para el comienzo de su vida militar.
El conocimiento del patrimonio histórico y cultural tiene el objetivo de estimular en los futuros oficiales el interés en los valores que han participado en la formación de nuestra raza y el Ejército brasileño.

### La rutina diaria del alumno
- 05:50 – Toque de la Diana
- 06:20 a las 06:40 – desayuno
- 06:50 – Formación matinal
- 07:30 a las 11:30 – Clases
- 11:30 - Almuerzo
- 12:45 - Formación en las compañías de alumnos
- 13:00 a las 15:00 - Clases
- 15:00 - Entrenamiento físico militar
- 18:30 - Cena
- 19:00 a las 21:30 - Tiempo de estudio
- 22:00 - Toque de silencio

### Instalaciones para las actividades de enseñanza y aprendizaje

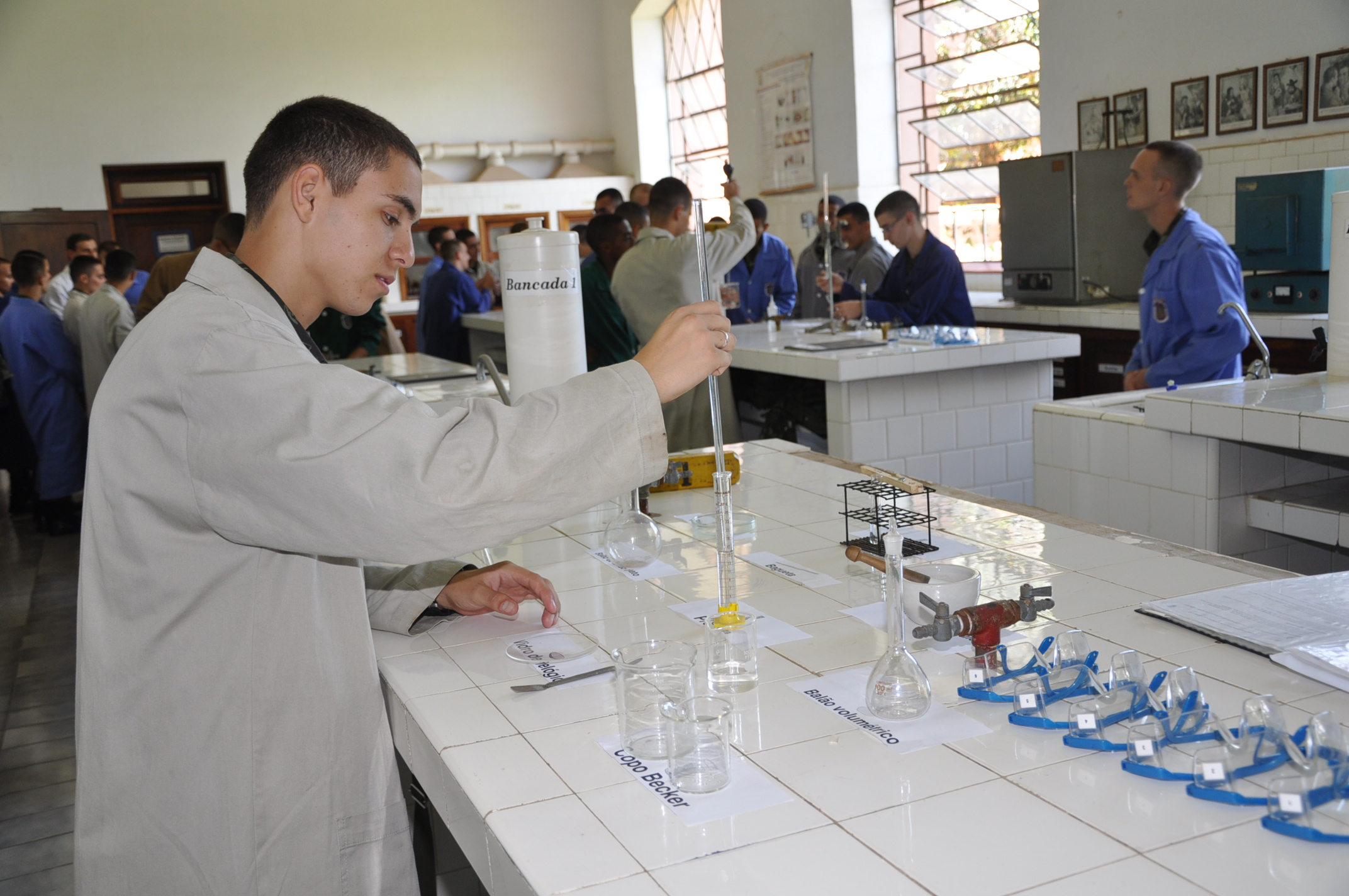
Laboratorio de Química

La Escuela cuenta con instalaciones que satisfacen adecuadamente a las actividades de enseñanza y aprendizaje. Cada grupo tiene sus propias aulas para las asignaturas e instrucción militar, las cuales poseen los recursos educativos necesarios para estas actividades. Además de las aulas, hay también laboratorios de Física, Química e Informática, donde se desarrolla parte importante del trabajo pedagógico. Para alojar grandes grupos, la escuela también cuenta con dos auditorios y una sala de pruebas, espacios colectivos dotados de los recursos físicos y audiovisuales adecuados para eventos y conferencias.

## Símbolos de la Escuela y del Alumno

### Los símbolos
Como símbolos de la Escuela y del Alumno, se destacan:

#### Escudo de la Escuela

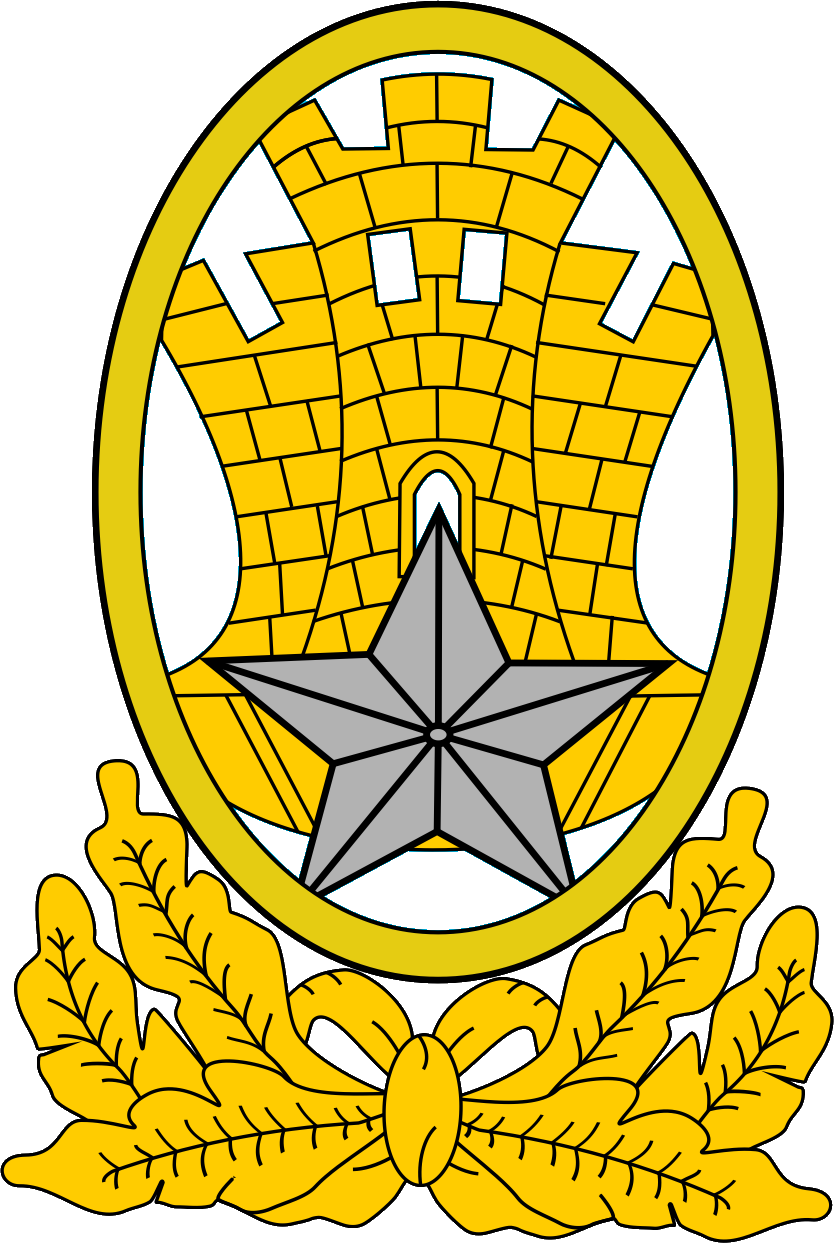
Brasão da Escola

Está hecho de metal amarillo, reproduciendo un castillo dentro de una elipse con el eje mayor vertical y basado en una estrella sencilla, con todo el conjunto soportado de seis hojas de roble, unidas por un lazo de cinta.
Significado
El castillo dorado representa la construcción sólida de conocimientos y de carácter, que deben estar presentes en el corazón y la mente de cada alumno. La estrella de plata representa la máxima aspiración del alumno: ser oficial del Ejército Brasileño. El haz formado por seis hojas de roble, en que reposan la estrella y el castillo dorado, representan las virtudes y los atributos de carácter, sin los cuales los ideales se vuelven nulos y todo el conocimiento sin valor.

#### Estandarte histórico de la Escuela
Histórico

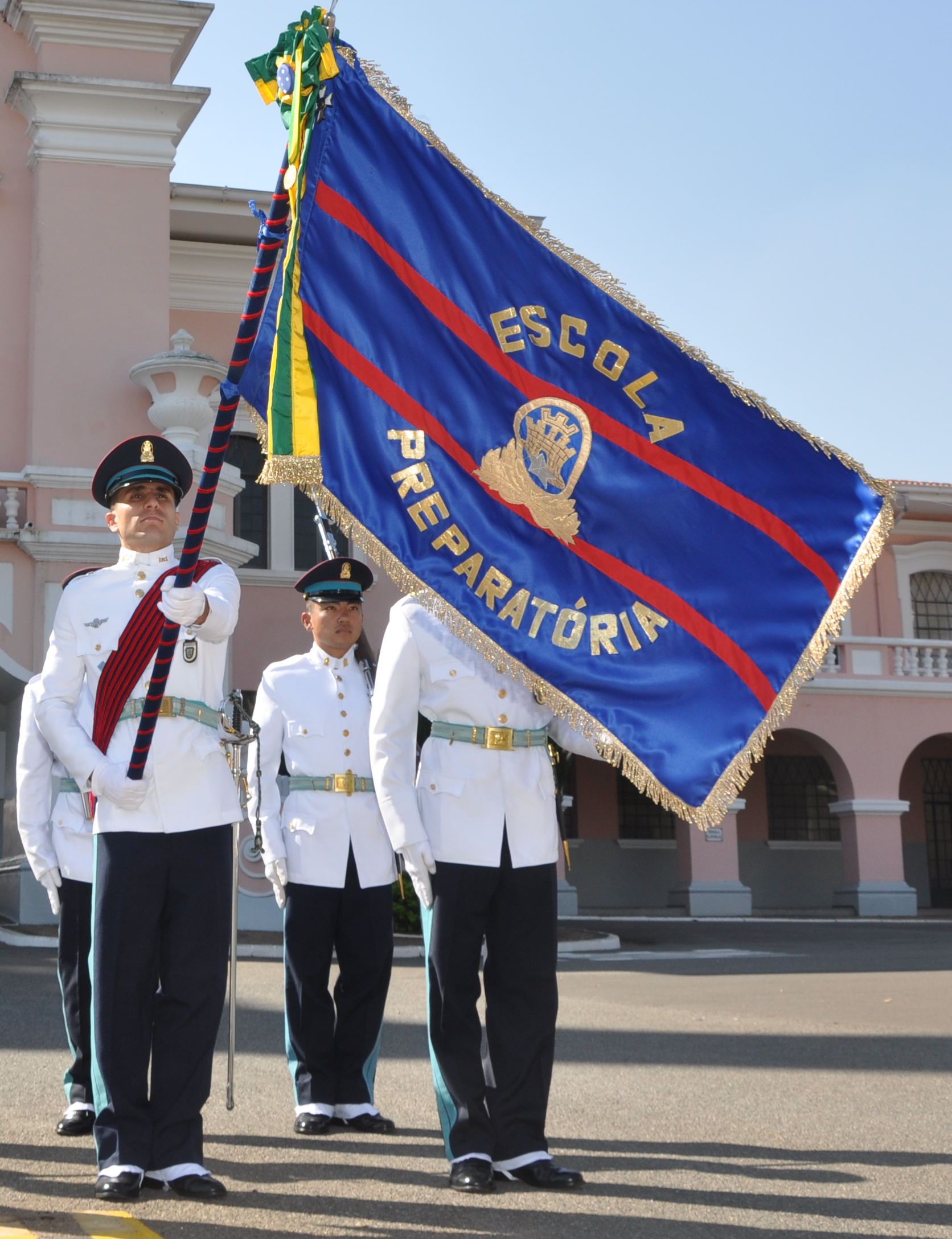
Estandarte Histórico da Escola

La Escola Preparatória de Cadetes de Porto Alegre (EPPA) fue el primer establecimiento de enseñanza preparatoria que se creó en 1939. También fue una pionera en la adopción de un Estandarte-Distintivo.
El Decreto n. 5108, del 12 de enero de 1940, creó el Estandarte de la EPPA. Cuando la Escola Preparatória São Paulo (1940) y la Escola Preparatória de Fortaleza (1942) se establecieron, se adoptó, mediante la referencia, el modelo del primer Estandarte-Distintivo. Desde el decreto n. 44220, del 31 de julio de 1958, se creó un Estandarte-Distintivo único, apenas diferenciados por el lazo militar y el distintivo de cada escuela.
Significado
Los colores azul celeste y rojo, los colores heráldicos del Ejército Brasileño, nos recuerda nuestra misión de mayor magnitud: defender nuestra Patria y nuestro suelo sagrado. El rojo es el color de la victoria, la fuerza y el valor. El azul celeste simboliza la lealtad, la justicia, la nobleza y la serenidad, valores que deben integrar la personalidad de todos los militares, especialmente a los futuros líderes y comandantes. El castillo dorado, símbolo de la enseñanza y la educación, representa la construcción sólida de conocimientos y de carácter, que deben estar presente en el corazón y mente de cada militar.
Tradición
Corresponde al alumno más destacado intelectualmente la honra de conducir el Estandarte Distintivo de la Escuela en todas las solemnidades en que Guardia de la bandera se incorpora. Esta tradición se remonta a los primeros años de la creación de la Escola Preparatória de Cadetes do Exército.

#### El uniforme

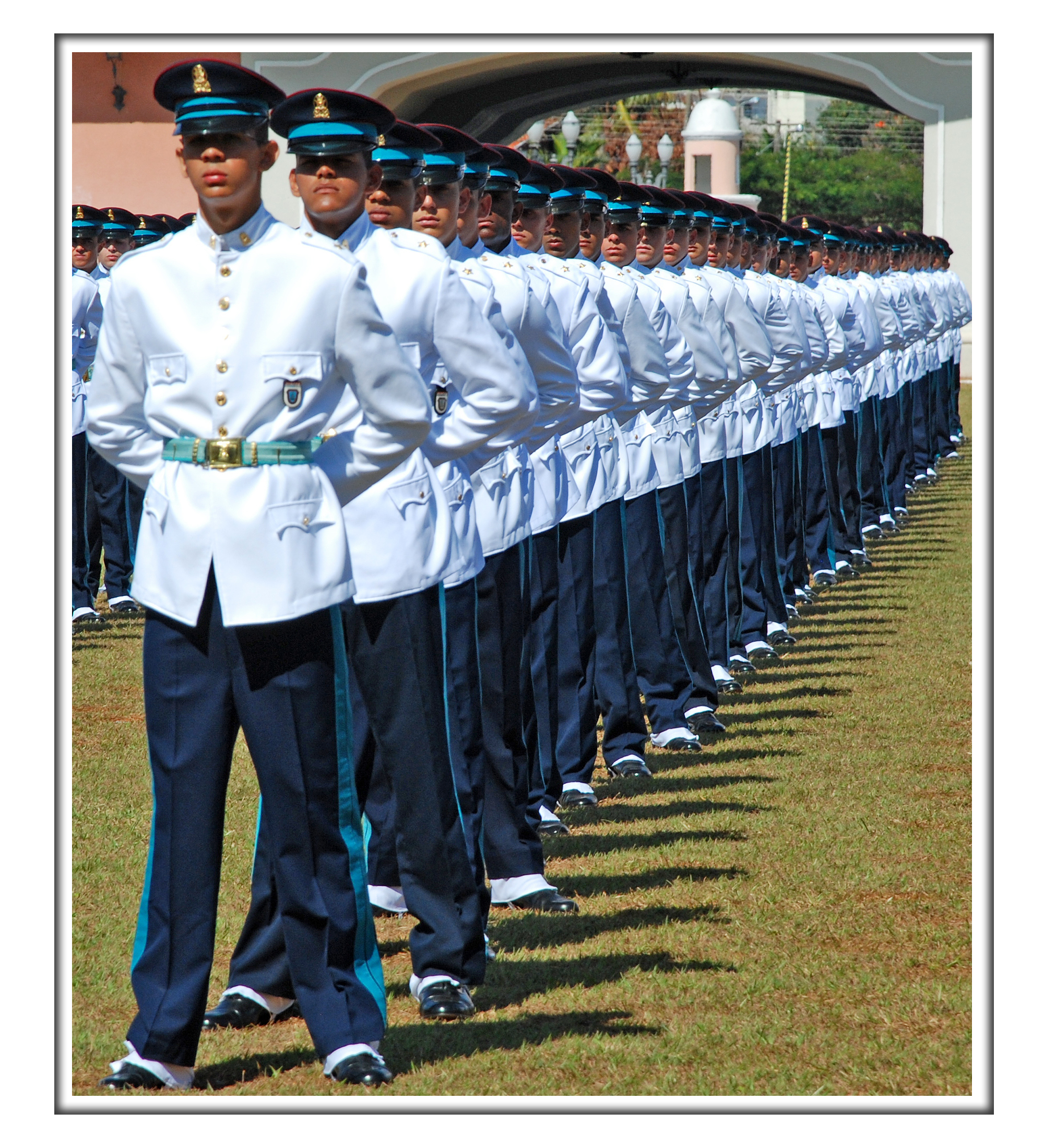
Uniforme del alumno

La creación de la Escola Preparatória de São Paulo (EPSP) el 17 de septiembre de 1940, marcó el inicio de un proyecto docente y, con él, nacieron las tradiciones del alumno de la Escuela Preparatoria. El uniforme del alumno, entre muchos otros símbolos, asume un papel de gran importancia, el de mantener viva la historia de la educación preparatoria. Usar este uniforme es asumir ante el Ejército de Brasil el sagrado compromiso de honrar las tradiciones de la formación del alumno de la EsPCEx.
El significado del uniforme
En sencillas composiciones de símbolos, escudos, guerreras y morriones, están presentes muchos momentos de desafíos y triunfos de las generaciones pasadas, de los primeros años de dedicación de los pioneros en favor de la formación y preparación de los alumnos, la laboriosa transferencia a Campinas y, especialmente, la esmerada formación académica y militar proporcionadas por los profesores e instructores para hacer posible el sueño de ser Cadete de Caxias. Saben los alumnos que, al conquistar el honor y el privilegio de vestir el uniforme de alumno de la EsPCEx, en este uniforme se encuentran las más caras virtudes y atributos que, por siempre, deberán estar presentes en todas sus acciones. Más que envolver el cuerpo con este uniforme sagrado, envuelven sus almas con este verdadero manto, por lo que puede inspirar en la búsqueda del noble ideal de ser un oficial del Ejército de Caxias.

#### La torre Duque de Caxias
El significado de la Torre

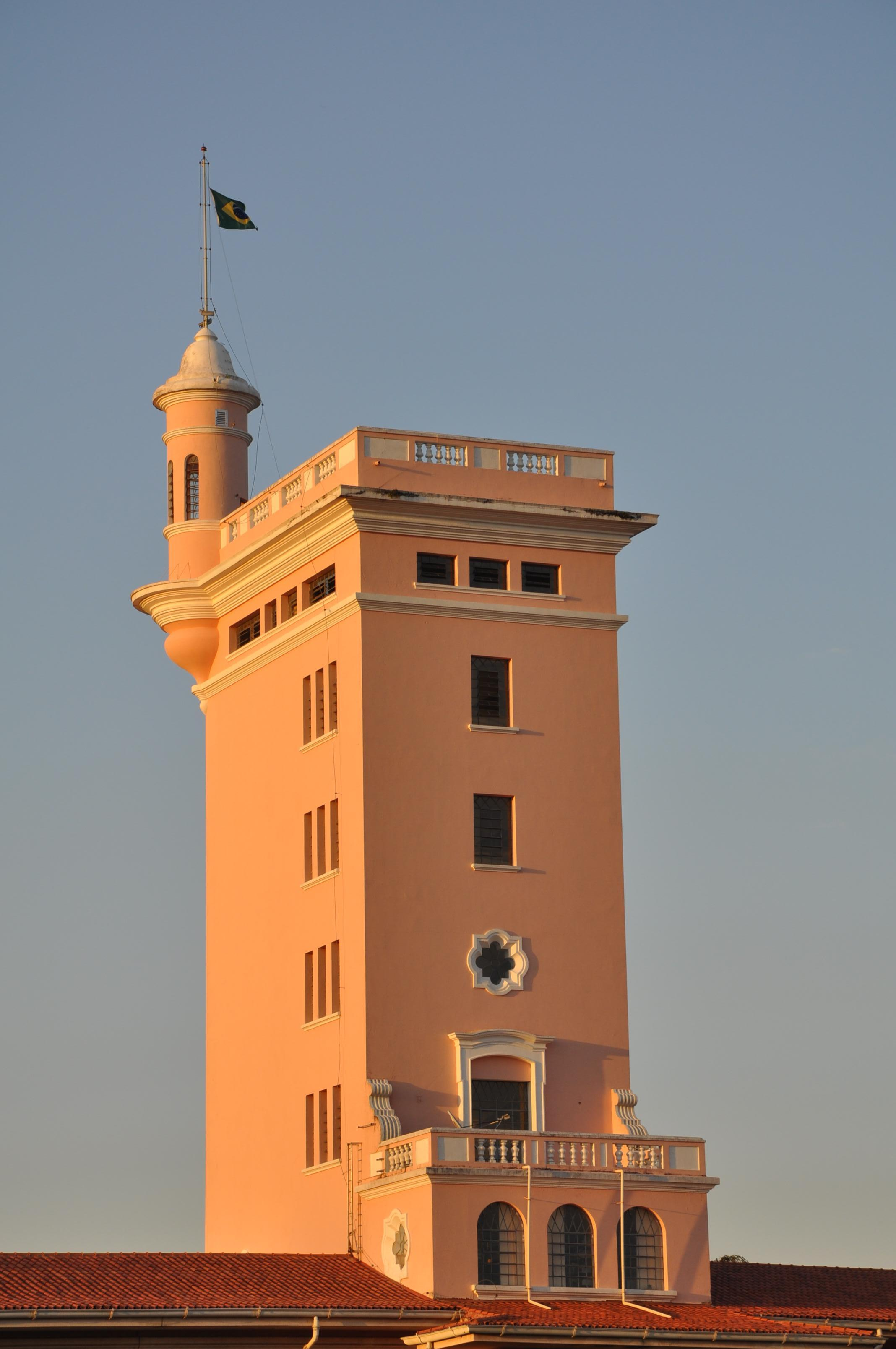
Torre Duque de Caxias

Como símbolo para inspirar a la juventud militar, este edificio arquitectónico fue nombrada Torre Duque de Caxias, en referencia al Patrono del Ejército de Brasil, el Mariscal Luís Alves de Lima e Silva, cuya vocación mayor fue siempre el servicio del Ejército y de la Patria. Para los alumnos y los soldados, este verdadero monumento, homenaje y recuerdo de nuestro mayor Estadista, Soldado, Guerrero y Pacificador, constituye un ejemplo y guía de luz eterna para que puedan alcanzar el sagrado compromiso de dedicación al servicio del Ejército y de la Patria brasileña.

#### Código de Honor
El alumno de la Escola Preparatória de Cadetes do Exército:
- Se enorgullece de su situación militar y considera con sumo honor la carrera de las armas.
- Conscientemente adopta, defiende y aplica a sí mismo los preceptos místicos militares porque es física y moralmente sano.
- Confía fuertemente en su jefe porque lo ve como un amigo a quien obedece con gran entusiasmo, aunque, para eso, tenga que sacrificar sus intereses propios.
- Hace del cumplimiento de sus deberes y de sus actividades cotidianas una verdadera profesión de fe, poniendo el deber delante de cualquier derecho.
- Manifiesta con sus compañeros una sólida y firme solidaridad, ayudando siempre a los que lo necesitan y rechaza, de forma inflexible, colaborar en acciones contrarias al honor, al orden y a las instituciones.
- Es perfectamente honesto en todos los actos de su vida, sin jamás faltar a la verdad ni tampoco obtener, a través de medios condenables, aquello a que no tiene derecho o que no se puede conseguir, a coste de su propio esfuerzo.
- Honra el uniforme que lleva puesto, es intocable e inspira la estima de aquellos que lo rodean por la dignidad de su postura.
- Es moralmente adulto y considera los deberes y responsabilidades con naturalidad y dedicación.
- Mantiene firmemente su convicciones y cultiva sentimientos caballerescos y corteses en lo que se refiere al trato social.
- Engrandece la Escuela y se mantiene fiel a sus tradiciones educativas conservando constante la fidelidad al espíritu de la disciplina militar.
- Ama con devoción a su Patria y modela sus ideales según los grandes valores del pasado.
- Intenta guiarse en todas las circunstancias según las normas de la virtud, teniendo en cuenta que no será un buen soldado si no es un perfecto ciudadano.

#### Canción de la EsPCEx
El Significado de la Canción
Los vibrantes acordes musicales asociados a una composición primorosa de versos forman un conjunto armónico y singular que traducen los más bellos y profundos sentimientos de cariño y respeto por las tradiciones de formación educacional de los alumnos de la Escola Preparatória de Cadetes do Exército. Los versos alaban la certeza de victorias y la consolidación del ideal de la juventud militar, sostenidas en la sana unión y en la fecunda formación proporcionada por la Escola Preparatória de Cadetes (EPC). Como una llama ardiente, la letra desvela el alma y la vitalidad permanente de esta magnífica institución de enseñanza militar, proporcionadas por el intercambio de profesores y alumnos, en la búsqueda del conocimiento que les asegurará nuevas conquistas.
A Canção da Escola
(Letra: Aluno Sylvio Santos M. Raimundo)
(Música: 1º Sargento Mario Nogueira)
No azul do firmamento,
Cintilante apareceu
A estrela abençoada
Da Escola que venceu.
EPC és gloriosa,
Tua marcha é triunfal,
Os alunos vão chegando
Com seu garbo marcial.
Certos de que venceremos
Luta mesmo desigual.
Ombro a ombro marcharemos
Para conquistar nosso ideal.
Teu destino está traçado,
EPC nasceste pra vencer.
Com seu garbo varonil,
Oh aluno sempre avante,
Para maior glória do Brasil.
Hurra!

## Alumnos famosos
Entre sus alumnos más destacados, podemos citar los siguientes:
- Jair Messias Bolsonaro, Presidente de Brasil, alumno en 1973;
- Tarcísio de Freitas, gobernador del estado de São Paulo desde 2023, alumno en 1992.
- General de Ejército Eduardo Villas Bôas, Comandante del Ejército Brasileño, alumno entre 1967 y 1969.